# Неофит Самоковски
 Тази статия е за самоковския митрополит от XVIII век.  За този от XIX век вижте Неофит Струмишки.  
Неофит Самоковски е български духовник от Македония, последен митрополит на Самоковската епархия на Печката патриаршия.

## Биография
Роден е в 1700 година в град Банско, тогава в Османската империя. Произхожда от рода Кундеви. Замонашва се и на 1 ноември 1753 година е ръкоположен за самоковски митрополит от патриарх Гавраил II Печки. Противопоставя се на опитите на цариградския патриарх Самуил I Константинополски да предаде епархиите с владици българи в ръцете на гръцки духовници.
Споменава се в 1753, 1766 и 1771 година. Умира на 16 април 1778 г.